# Aplozia atrovirens
Aplozia atrovirens là một loài Rêu trong họ Jungermanniaceae. Loài này được (Dumort.) Dumort. mô tả khoa học đầu tiên năm 1874.